# Stephanie Smith
Stephanie Smith es una cantante norteamericana de música cristiana contemporánea perteneciente a la discográfica Gotee Records. Hasta la fecha ha lanzado dos álbumes: Not Afraid en 2008 y Stephanie Smith EP en 2009.

## Biografía
Stephanie Smith estudió en el Greenville College, en Illinois. Mientras realizaba algunas presentaciones AgapeFest (Festividad Artística realizada cada año) conoció a TobyMac, quien vio el potencial artístico en ella. Luego de graduarse en 2006, firma contrato con Gotee Records. En 2007 lanza digitalmente su primer sencillo, «Superstar», el cual le dio un favorable inicio en la industrial musical cristiana. Posteriormente saldrían canciones como «Not Afraid», «Renew Me», «In My Eyes» y sus dos álbumes.
Aparte de su carrera como cantante, también ha escrito un libro como coautora.

## Estilo musical
El estilo musical de Stephanie Smith está dentro del rock, pasando por las melodías suaves del pop rock hasta ritmos más rápidos y pegajosos como el pop punk. Las letras de sus canciones relatan sus experiencias emocionales y su fe cristiana.

## Discografía[2]
2008: Not Afraid
1. Beauty
2. Superstar
3. Not Afraid
4. Renew Me
5. You Alone
6. Waitin On You
7. Over It
8. In My Eyes
9. What If I Made a Mistake
10. Love Out Loud
11. First Words (Bonus Track)

2009: Stephanie Smith EP
1. Back To Innocence
2. Heart Attack
3. Pieces Of My Heart
4. If You Really Want The World To Change
5. Joshua

2010: I Celebrate The Day EP
1. O Holy Night
2. I Celebrate The Day
3. Jingle Bell Rock

## Contribución en álbumes compilatorios
1. 2007: "Superstar", Gotee Ladies Gotee Records.
2. 2009: "Not Afraid", ConGRADulations! Class of 2009 Interlinc.
3. 2010: "I Celebrate The Day," "Jingle Bell Rock", Tis The Season To Be Gotee Gotee Records.

## Vídeos musicales
1. Not Afraid
2. Back To Innocence

## Libro
1. Crossroads: The Teenage Girl's Guide to Emotional Wounds, 2008 (Autores: Stephanie Smith y Suzy Weibel)[3]